# Allgäuer Emmentaler
Allgäuer Emmentaler (literalmente, «emmental de Algovia») es un queso típico de montaña que se elabora en los Alpes. Es una de las escasas denominaciones de origen de quesos de alemanes, protegidas a nivel europeo. Se elabora con leche de vaca. La corteza es amarilla o marronácea. La pasta es de color amarillento y tiene grandes ojos. Se asemeja a otros quesos de montaña que se producen en los Alpes, como el emmental, pero con un sabor más suave que el emmental suizo. Este queso sólo puede producirse en los distritos rurales de Lindau (Lago Constanza), tal como Oberallgäu, Algovia oriental, Unterallgäu, Ravensburg y Bodensee; ciudades de Kaufbeuren, Kempten y Memmingen. Se considera que fueron pastores suizos quienes llevaron el secreto de la fabricación del emmental a esta zona de Algovia alrededor de 1821.
- Datos: Q956024
- Multimedia: Allgäuer Emmentaler / Q956024